# Kerry Bog Pony
Das Kerry Bog Pony ist eine aus der irischen Grafschaft Kerry stammende Ponyrasse, die längere Zeit als ausgestorben galt, aber im Jahr 1987 wiederentdeckt wurde.
Hintergrundinformationen zur Pferdebewertung und -zucht finden sich unter: Exterieur, Interieur und Pferdezucht.

## Exterieur

### Körperbau
Das Kerry Bog Pony ist im Allgemeinen von, wenn auch kleiner, aber kräftiger und muskulöser Statur.
Sein Kopf ist ponytypisch und hat kurze, spitz zulaufende Ohren sowie freundliche Augen mit einem lebhaften Ausdruck. Die Nasenlinie ist meist gerade, in manchen Fällen leicht konkav. Der starke Hals ist mittellang, die gut gewinkelte Schulter muskulös. Die Brust ist tief und dabei nicht allzu breit, sie soll eine große Herz- und Lungenkapazität zulassen, die wiederum für große Ausdauer sorgt. Der breite, muskulöse und kurze Rücken weist eine bemerkenswert hohe Gurttiefe und eine große Tragfähigkeit sowie eine ausladende Rippenwölbung auf, die auf eine gute Futterverwertung hinweist. Die starke Kruppe ist oftmals abschüssig und mit einer weit hinabreichenden Sitzbeinmuskulatur ausgestattet. Der Schweif ist gut angesetzt und getragen. Die kurzen Gliedmaßen sind stabil, trocken und außerdem mit kurzen Röhrbeinen, guten Gelenken sowie kurzen Fesseln ausgestattet. Die Hinterbeine sind teils säbelbeinig oder kuhhessig gestellt, die Vordergliedmaßen manchmal zehenweit. Die Hufe sind groß und rund, teils etwas flach, aber immer hart und abriebfest.
Das reichlich ausgeprägte Langhaar ist eher grob als fein. Das Fell ist dicht und lang, weshalb das Kerry Bog Pony auch extremen Wetterbedingungen standhalten kann.

### Farbgebung
Laut der deutschen Literatur kommen am häufigsten Füchse mit ausschließlich flachsblondem Langhaar und oftmals breiten Blessen vor, während die Zuchtverbände selbst in ihren Artikeln über den Rassestandard dieser Fellzeichnung keine besondere Beachtung schenken. Seltener sieht man Kerry Bog Ponys in anderen Grundfarben, besonders Braune und Schimmel sowie Falben. Schecken sind je nach Zuchtverband unerwünscht oder erlaubt.

### Stockmaß
Stuten weisen laut Rassestandard eine Widerristhöhe zwischen 102 cm und 112 cm auf, bei Hengsten hingegen beträgt das Stockmaß 102 cm bis 117 cm.

## Gangarten
Das Kerry Bog Pony zeigt eine energische, ausdauernde und fleißige Aktion mit ausbalanciertem Bewegungslauf in allen Grundgangarten, allerdings sind diese nicht sehr raumgreifend. Gerühmt wird seine Trittsicherheit.

## Interieur
Das Kerry Bog Pony ist ausdauernd, zäh und besitzt eine gute Konstitution. Es ist umgänglich, intelligent, gutmütig und freundlich, weshalb es sich gut als Erstpony für Kinder eignet. Das Kerry Bog Pony arbeitet unermüdlich, fleißig und energisch. Zudem ist es trittsicher, mutig und sensibel sowie selbstbewusst.

## Zucht
Für das Kerry Bog Pony gibt es drei Zuchtverbände, die die Zucht nach eigenen Regularien führen.
Um die vom irischen Landwirtschaftsministerium unterstützte Zucht kümmert sich unter anderem die Kerry Bog Pony Co-operative Society, die die Ponys in vier verschiedene Rubriken einteilt:
- Klasse 1: Erfüllt alle gestellten Anforderungen.
- Klasse 2: Erfüllt alle gestellten Anforderungen, außer die der Widerristhöhe, ist also entweder zu groß oder zu klein.
- Klasse 3: Erfüllt alle gestellten Anforderungen, außer die der Farbgebung, ist also Schecke oder weist pinke Pigmentierungen um die Augen oder ums Maul herum auf.
- Klasse 4: Muss sich noch einer offiziellen Prüfung unterziehen.[4]

Ein weiterer Zuchtverband ist die International Kerry Bog Pony Association, die den Ponys entweder
- das Kronjuwel-Zertifikat ausstellt, wenn sie alle Anforderungen erfüllen oder
- das Silber-Zertifikat ausstellt, wenn sie die Anforderungen zum größten Teil erfüllen, aber einige Exterieur- und/oder Charakterfehler haben oder
- kein Zertifikat ausstellt, wenn sie über 70 % der Anforderungen nicht erfüllen.[7]

Zudem erhalten die bei der International Kerry Bog Pony Association registrierten Ponys entweder
- einen Klasse-1-Stammbaum (auch goldener Pedigree), wenn das Pony reinrassig ist oder
- einen Klasse-2-Stammbaum (auch grüner Pedigree), wenn das Pony entweder einen reinrassigen Elternteil, ein bis drei reinrassige Großeltern oder mindestens fünf reinrassige Urgroßeltern hat.[7]

Der amerikanische Zuchtverband ist die American Kerry Bog Pony Society. Bei diesem Zuchtverband sind ebenso wie bei der International Kerry Bog Pony Association Schecken zulässig.

## Geschichte
Im 17. bis zum 19. Jahrhundert wurden die Kerry Bog Ponys als Arbeitspferde von Farmern, die meist in ärmlichen und bescheidenen Verhältnissen lebten und nur wenig unfruchtbares Land besaßen, eingesetzt. Zudem konnten die Felder in vielen Fällen noch nicht einmal mit einem normalen Karren erreicht werden, weshalb in den unwegsamen Regionen aus Weiden oder Stroh geflochtene Tragekörbe (in der Fachsprache Panniers) oder primitive Schleppen, sogenannte Travois, verwendet wurden. Neben der harten Arbeit auf dem Feld war zudem das Futter knapp und das Wetter rau, was eine große Zähigkeit der Ponys voraussetzte.
Als dann zu Beginn des 19. Jahrhunderts deutliche Verbesserungen des Straßennetzes zu Gunsten größerer Pferde vorgenommen wurden und schließlich die Mechanisierung auch in kleinen bäuerlichen Betrieben voranschritt, gab es keine Arbeit mehr für das Kerry Bog Pony. So nahm man bald an, dass die Ponys ausgestorben seien.
1987 aber entdeckte John Mulvihill allerdings bei einem Moorbauern einen sehr alten Fuchs-Hengst und erwarb diesen sogleich, da er schon vermutete, einen der letzten Vertreter einer ausgestorben geglaubten Rasse gefunden zu haben, was sich in einer DNA-Analyse bestätigte. Daraufhin suchte er nach weiteren Exemplaren der Ponyrasse und so fand man bis 1992 zwanzig Stuten und sechs Hengste. Mit dieser geringen Basis züchtete man weiter. Die Gründerhengst-Linien sind Flashy Fox, Dempsey Bog, Gortnacarriga Lad, Irish Heather, Old Peat, Quagmire Prince, The Brave Badger und The Spotted Badger.
Die Wiederentdeckung der Rasse wurde schnell bekannt und rasch gab es eine große Nachfrage nach Kerry Bog Ponys, und 2003 wurden die ersten Exemplare in die USA exportiert, darunter auch die Hengste Dempsey Bog und Old Peat.
Die Ponyrasse wurde 2005 von der Europäischen Kommission und von dem irischen Landwirtschaftsministerium anerkannt. Zur gleichen Zeit entstand ein Zuchtbuch.

## Bestand
Die als „gefährdet“ eingestufte Population beläuft sich Stand 2016 auf etwa 800–900 Exemplare. Im Zuchteinsatz stehen rund 45 Hengste und 630 Stuten.

## Galerie

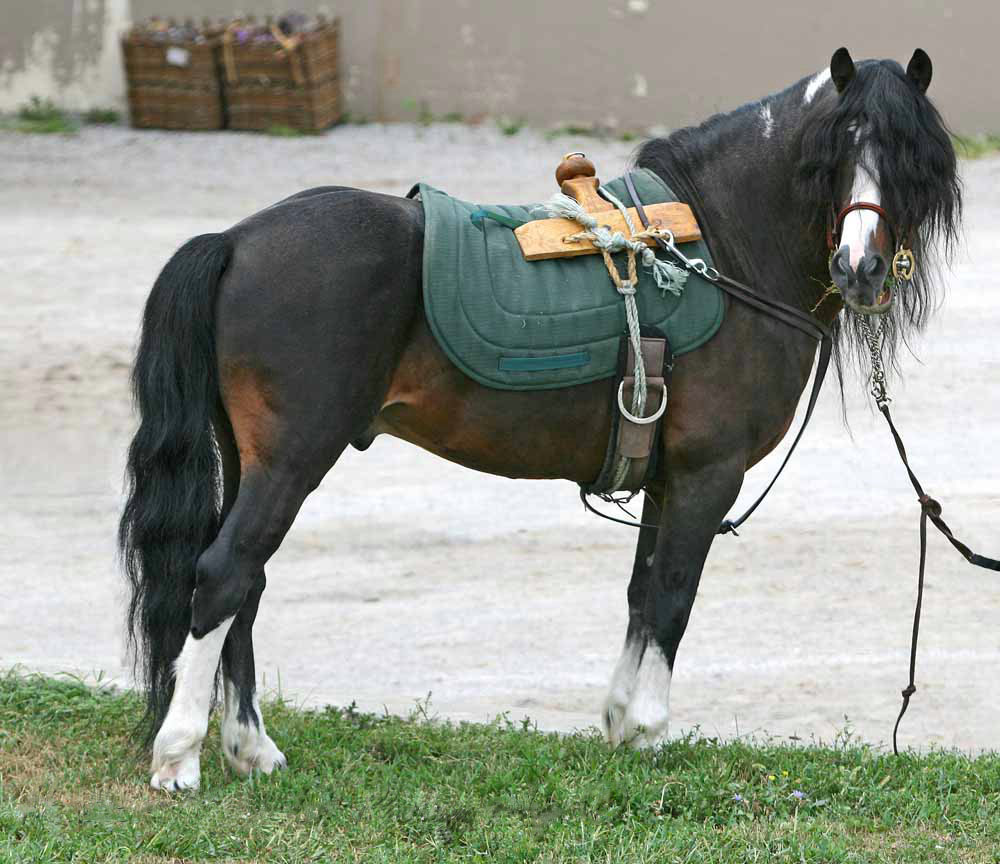
Kerry-Bog-Pony-Hengst
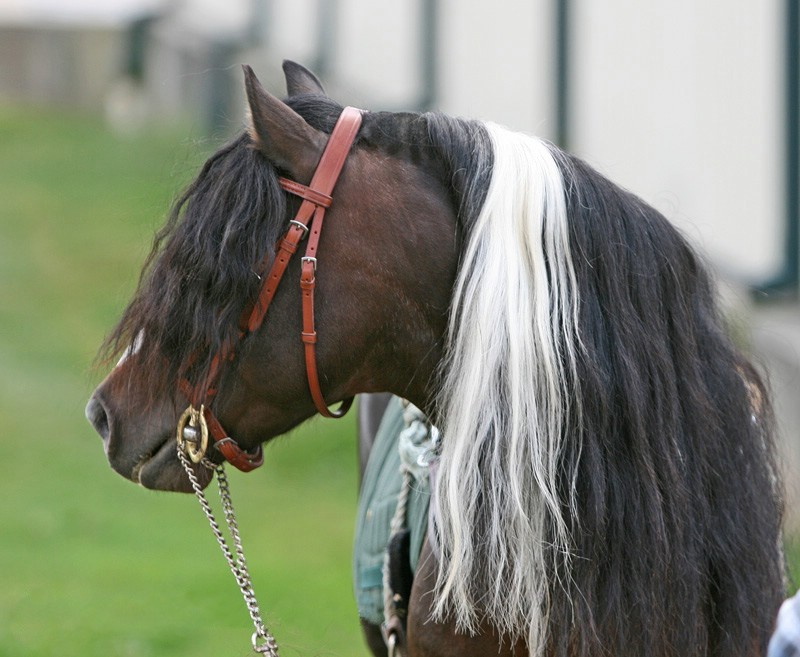
Kopfstudie eines Kerry-Bog-Pony-Hengstes
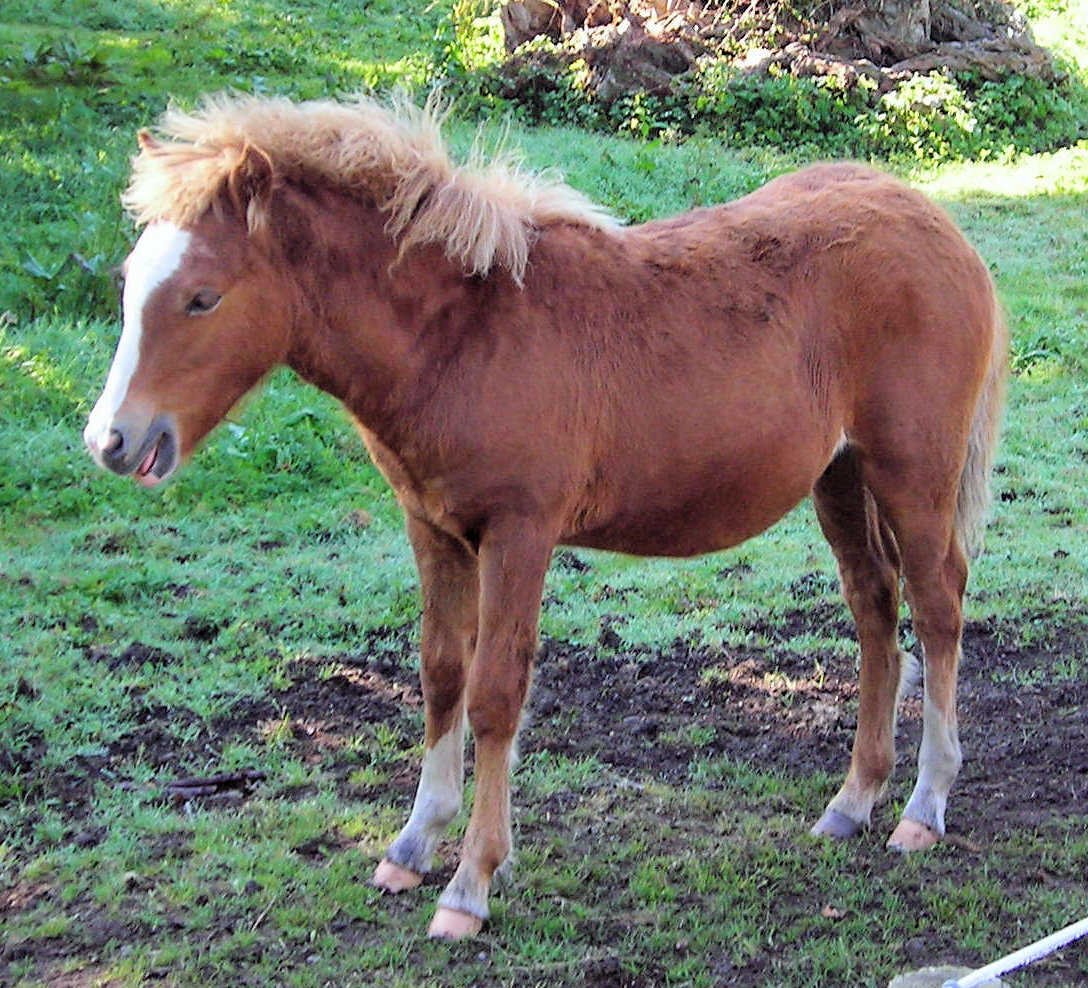
Kerry-Bog-Pony-Fohlen in der häufigen Fuchsfarbe
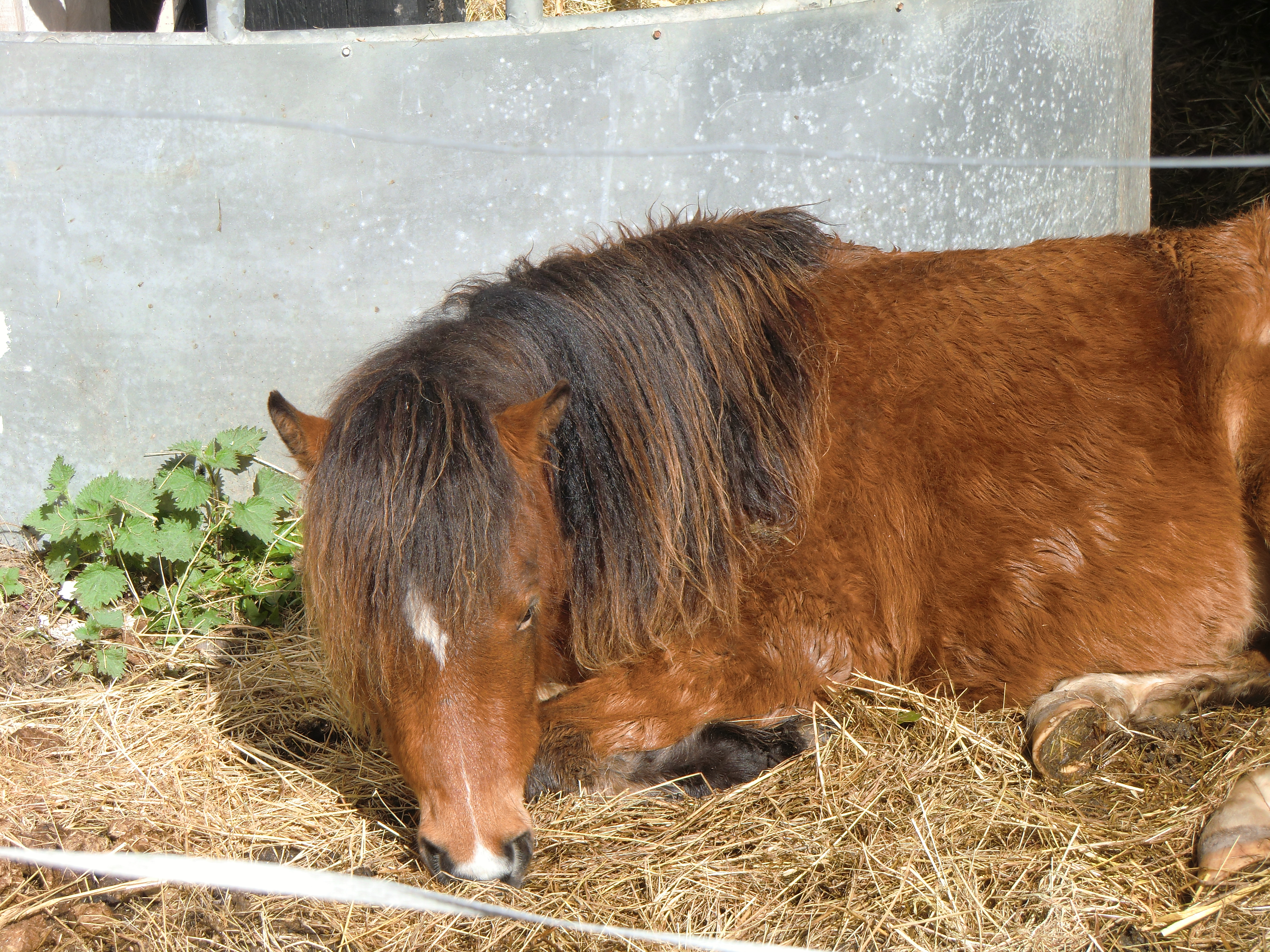
Kerry Bog Pony im Kerry Bog Village Museum